# 中国国民党中央委員会

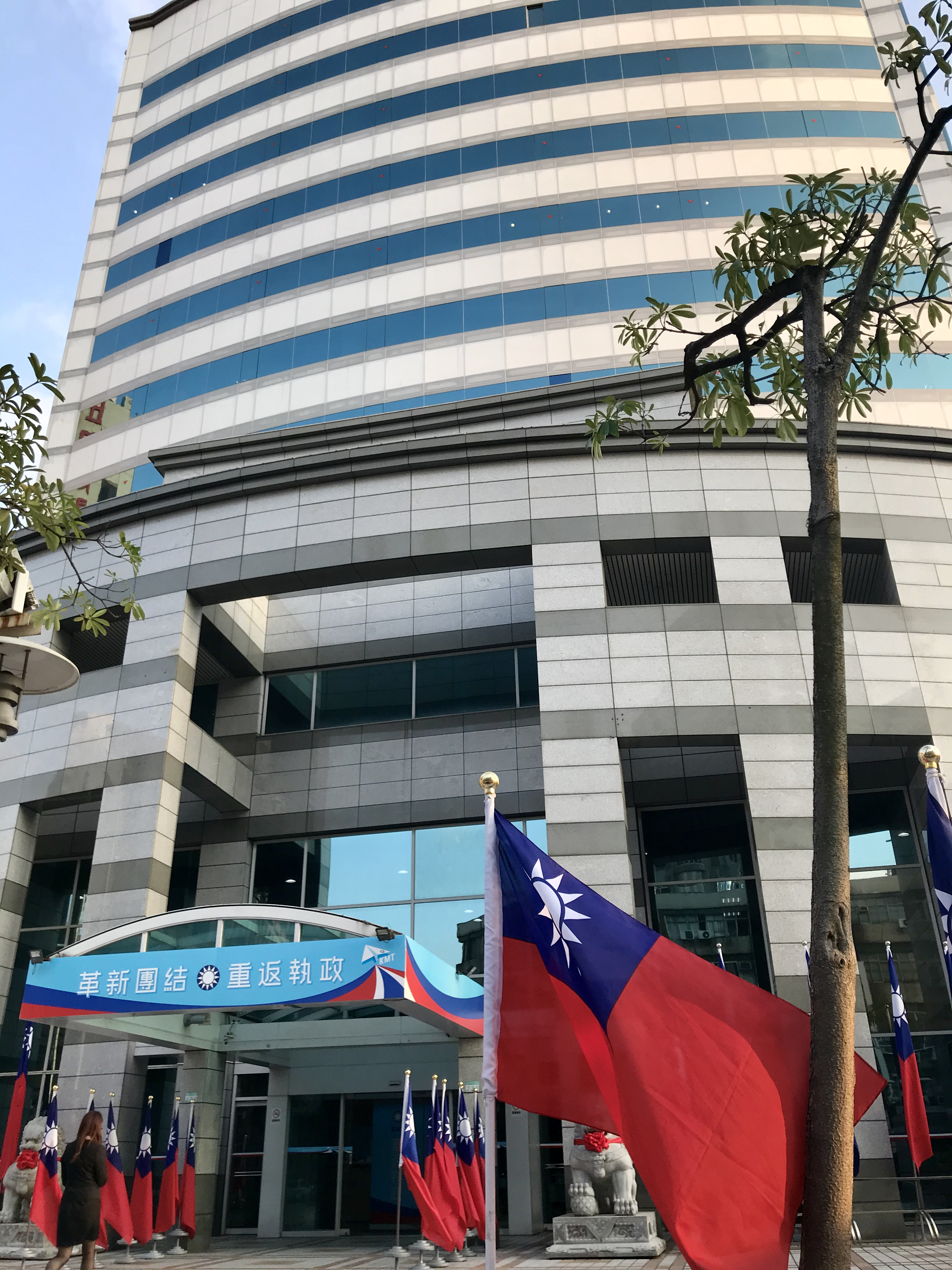
台北市中崙地区にある中国国民党中央党本部

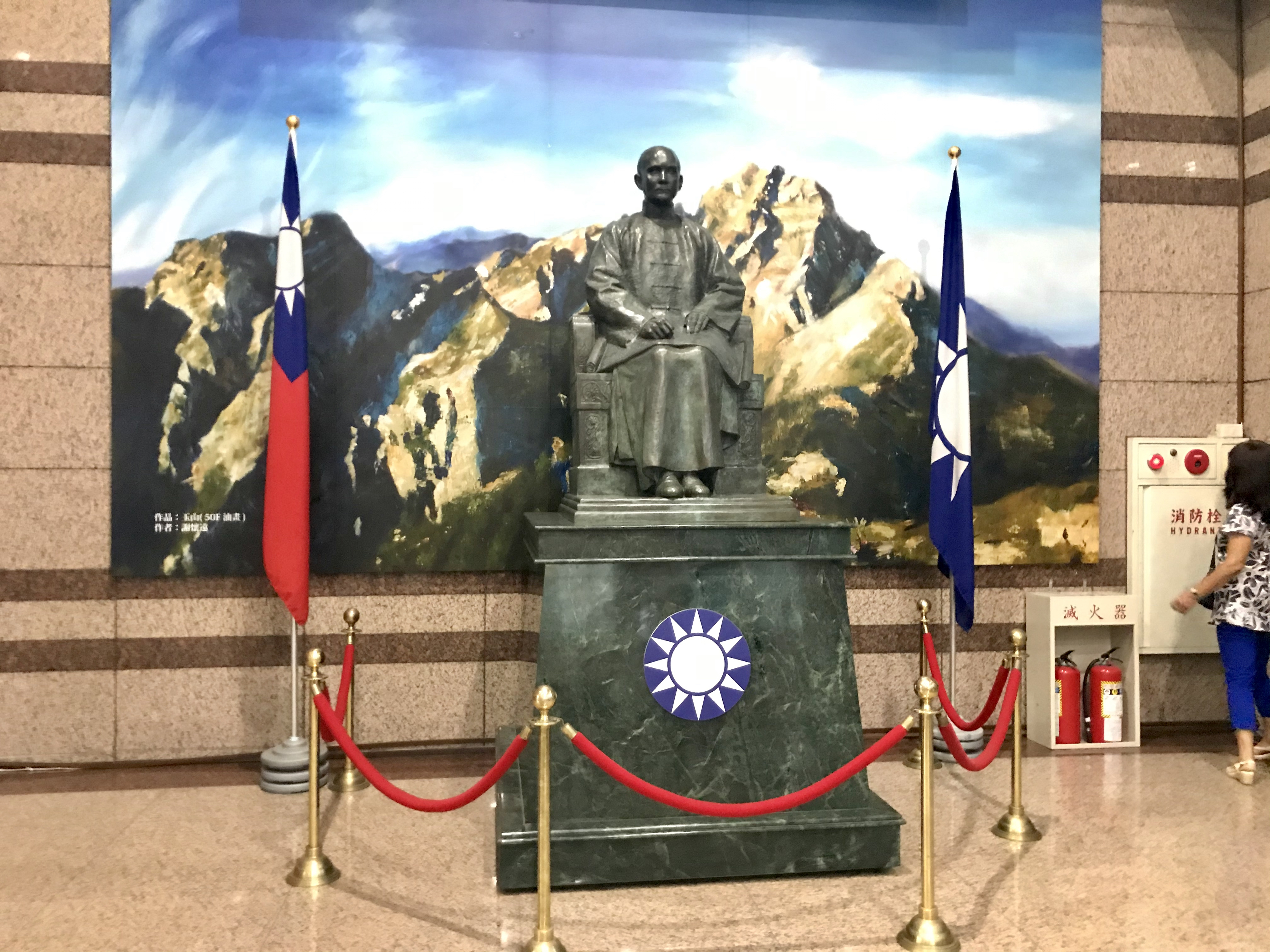
中国国民党中央党本部1階の孫文の銅像。2019年10月7日撮影

中国国民党中央委員会は、中国国民党の最高執行機関である。国民党中央委員会または中央党本部と呼ばれる。国民党全国大会で選出された中央委員会の委員で構成されている。

## 組織

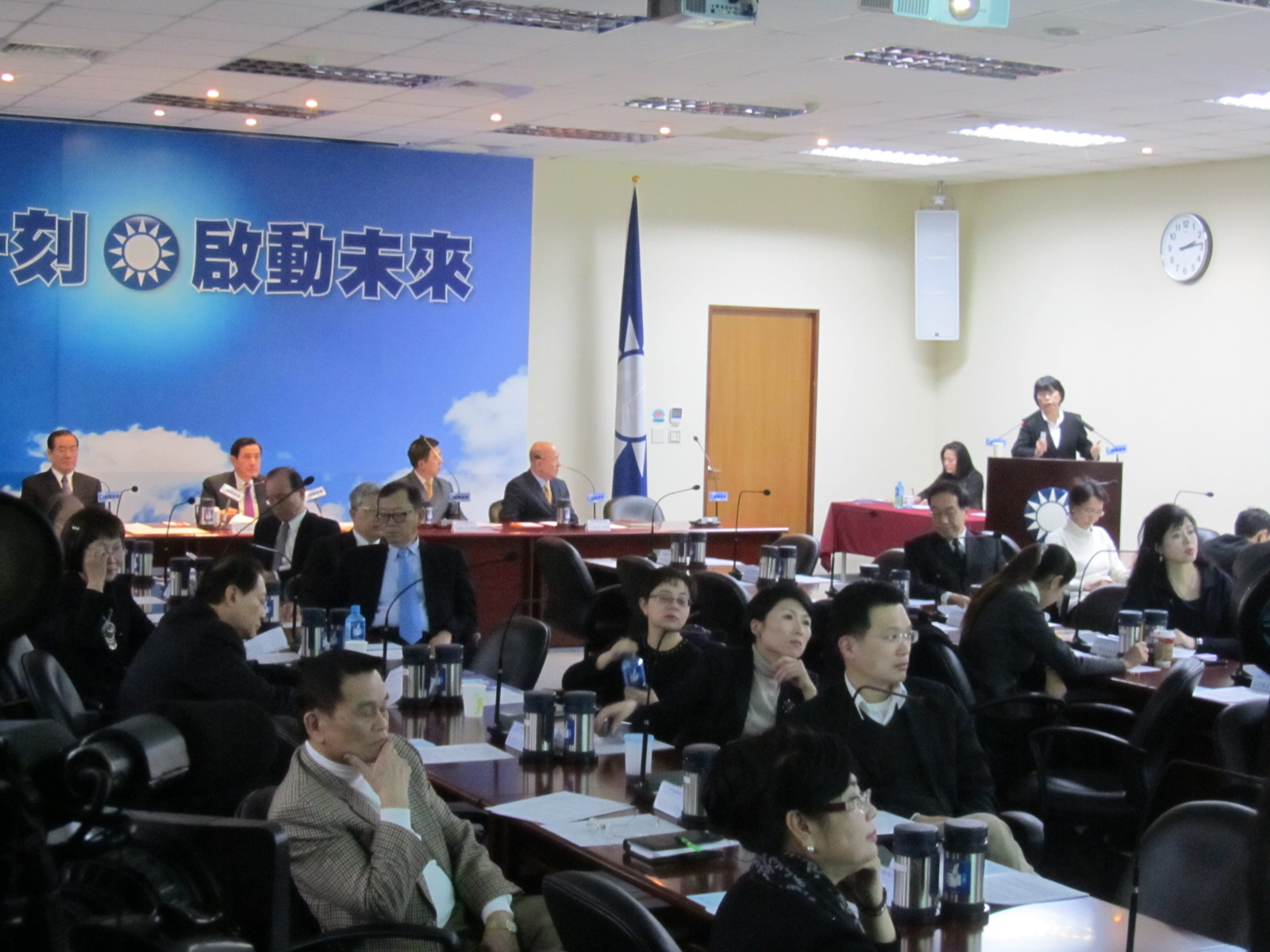
党中央委員会常務委員会（中常委）の会議